# Aulo Semprônio Atratino (mestre da cavalaria em 380 a.C.)
Aulo Semprônio Atratino (em latim: Aulus Sempronius Atratinus) foi um político da gente Semprônia da República Romana, nomeado mestre da cavalaria em 380 a.C. pelo ditador Tito Quíncio Cincinato Capitolino. 

## Mestre da cavalaria (380 a.C.)
Em 380 a.C., foi nomeado mestre da cavalaria (magister equitum) do ditador Tito Quíncio Cincinato Capitolino. A ele foi entregue a condução da primeira carga de cavalaria contra os prenestinos, perto do rio Ália, onde os romanos haviam sido derrotados pelos gauleses sênones de Breno na homônima Batalha do Ália. 